# 亀池
亀池（かめいけ）は、和歌山県海南市海南市阪井にあるため池である。貯水量は約54万立方メートル、満水時の面積は約13万平方メートル。和歌山県の生石高原県立自然公園に指定されているとともに、農林水産省のため池百選に選定されている。紀の川市の桜池、平池とともに和歌山県三大用水池の一つとされ、桜が美しいことで知られる。

## 由来
亀池は徳川吉宗将軍時代に治水家として全国に知られた技師、溝ノ口村（現在の海南市野上新）出身の井沢弥惣兵衛により、亀の川の改修と併せて約4kmの導水路と供に1710年（宝永7年）連日600余人（延べ55,000人）を動員し、90日間で造営された人工池であると伝えられている。現在も143haの農地を潤しているため池である。

## 双青閣
池の内部には人工島である「中島」があり、1968年（昭和43年）に双青閣が移築されている。亀池のほとりからは歩行者専用のつり橋で中島まで往来できる(2021年5月現在夜間のみ通行止め)。
双青閣前にある説明板によると、紀州徳川家第15代当主徳川頼倫侯爵が1920年（大正9年）に和歌浦東照宮付近に建築した別邸であり、書院建回廊式の造りをしている。1922年（大正11年）に和歌山へ来訪した当時皇太子であった昭和天皇が双青閣に宿泊したという。その後、頼倫が渡欧する際に私人に払い下げられたが、その私人が和歌山県に寄贈し、改築の際に海南市阪井在住の田村岩友（1000本の桜を寄贈したことを記念した碑が園内に立てられている）が買収して、1968年（昭和43年）6月に現在の場所に移築保存。後、1974年（昭和49年）2月29日に海南市に寄贈された。

## 交通
- 紀勢本線海南駅から大十オレンジバスで登山口方面へ約20分「亀池公園」下車徒歩約5分
- 阪和自動車道海南東インターチェンジから国道370号・和歌山県道18号海南金屋線経由3km